# Sławomir Kufel
Sławomir Kufel (ur. w 1965) – polski filolog, specjalizujący się w historii literatury oświecenia oraz edytorstwie; nauczyciel akademicki związany z uczelniami z Rzeszowie i Zielonej Górze.

## Życiorys
Po ukończeniu szkoły podstawowej oraz średniej w 1984 roku podjął studia na kierunku filologia polska w Wyższej Szkole Pedagogicznej w Rzeszowie, gdzie uzyskał tytuł zawodowy magistra. W 1988 roku podjął pracę jako asystent na macierzystej uczelni, a następnie dwa lata później rozpoczął pracę w charakterze nauczyciela języka polskiego w szkołach podstawowych położonych na terenie województw zachodniopomorskiego oraz lubuskiego (Myślibórz, Trzciel, Zielona Góra). 
W 1994 roku został asystentem w Instytucie Filologii Polskiej Wyższej Szkoły Pedagogicznej im. Tadeusza Kotarbińskiego w Zielonej Górze. W 1997 roku uzyskał stopień naukowy doktora nauk humanistycznych w zakresie literaturoznawstw o specjalności literaturoznawstwo polskie na podstawie pracy pt. "Ziemiaństwo polskie" Kajetana Koźmiana. Zarys monograficzny, napisanej pod kierunkiem prof. Józefa Pokrzywniaka. Wraz z nowym tytułem naukowym otrzymał awans w zielonogórskiej szkole pedagogicznej na stanowisko adiunkta w 1998 roku. W 2004 roku Rada Wydziału Filologii Polskiej i Klasycznej Uniwersytetu im. Adama Mickiewicza w Poznaniu nadała mu stopień naukowy doktora habilitowanego nauk humanistycznych w zakresie literaturoznawstwa na podstawie rozprawy nt. Twórczość poetycka Adama Jerzego Czartoryskiego. W 2006 roku otrzymał stanowisko profesora nadzwyczajnego na Uniwersytecie Zielonogórskim.
Na zielonogórskiej uczelni poza działalnością naukowo-dydaktyczną pełnił szereg istotnych funkcji organizacyjnych. Jest kierownikiem Zakładu Literatury Dawnej, Bibliotekoznawstwa i Edytorstwa oraz Pracowni Edytorstwa. Od 2004 do 2005 roku pełnił funkcję dyrektora Instytutu Filologii Polskiej, a następnie w latach 2005-2012 był prodziekanem Wydziału Humanistycznego do spraw nauki. Od 2012 roku sprawuje urząd dziekana tegoż wydziału.

## Dorobek naukowy
Jego zainteresowania naukowe związane są z kognitywną teorią literatury, literaturą i kulturą czasów oświecenia,
teorią oraz praktyką edytorstwa, poetyką historyczną i teorią procesu literackiego. Ponadto jest także krytykiem literackim
i animatorem współczesnego życia kulturalnego w regionie, najpierw jako sekretarz redakcji (w latach 2001-
2002), a potem redaktor naczelny kwartalnika "Pro Libris" (w latach 2002-2011). Do jego najważniejszych prac należą:
- Nad Ziemiaństwem polskim Kajetana Koźmiana. Interpretacje i konteksty, Zielona Góra 2000.
- Twórczość poetycka Adama Jerzego Czartoryskiego, Zielona Góra 2003.
- Fragmenty mozaiki. Szkice i materiały z czasów oświecenia, Zielona Góra 2009.
- Wprowadzenie do literaturoznawstwa kognitywnego, Zielona Góra 2011.